# NGC 5307
NGC 5307 är en planetarisk nebulosa belägen i stjärnbilden Kentauren mindre än 3° nordost om stjärnan Epsilon Centauri. Den upptäcktes 15 april 1836 av John Herschel. 

## Egenskaper
NGC 5307 ligger på ett avstånd av ca 10 600 ljusår från solen. Centralstjärnan, med benämningen PNG 312.3+10.5, är en svag emissionslinjestjärna, ytligt lik WC-subtypen av Wolf–Rayet-stjärnor. Den har en spektralklass av O(H)3.5 V.
NGC 5307 är en planetarisk nebulosa av typ IIb/III med en låg expansionshastighet på 15 km/s. De kemiska överskotten i skalet anger att föregångaren endast hade genomgått partiell omvandling av kol till kväve när dess livslängd upphörde. Morfologin visar punktsymmetri runt centrum. Sammantaget är den rektangulär i form och har två par knutar med högre densitet som är symmetriska kring mitten, justerade längs positionsvinklar på ca 30° och 163°. Dessa visar ett något ökat överskott av kväve jämfört med resten av nebulosan och är fotojoniserade på den sida som vetter mot centralstjärnan. Nebulosans symmetriska form kan ha uppstått från jetstrålar som kom från båda sidor av en skiva kring centralstjärnan.

## Galleri

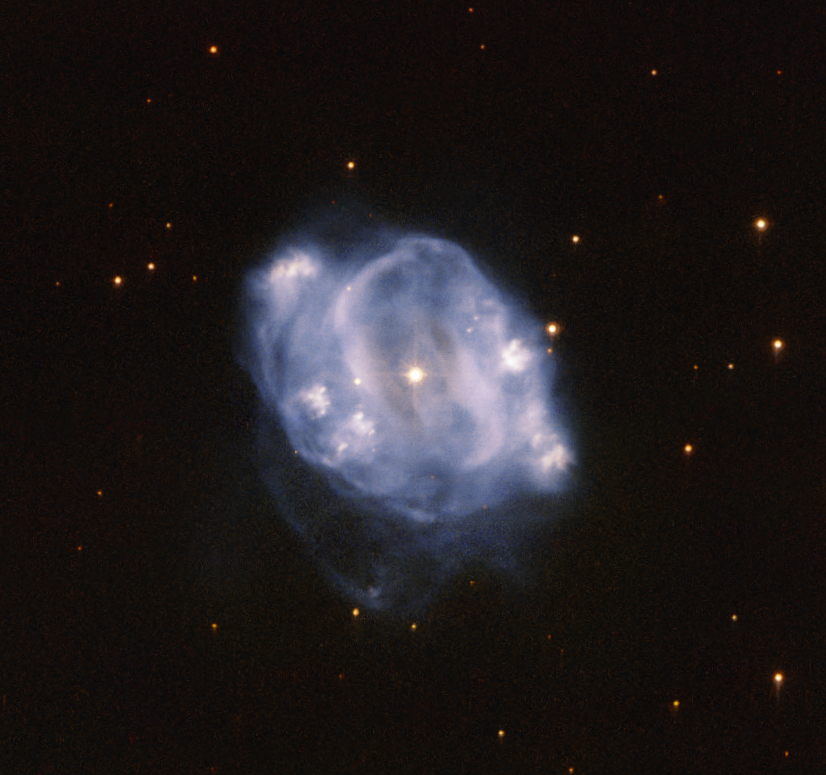
NGC 5307 kan ses främst på södra halvklotet..